# Bastaardschorpioenen
Bastaardschorpioenen of pseudoschorpioenen (Pseudoscorpionida) vormen een orde van kleine, ongewervelde dieren die behoren tot spinachtigen (Arachnida).
Bastaardschorpioenen leiden een verborgen bestaan omdat ze zo klein zijn en zelden in grote aantallen worden aangetroffen. Daarnaast leven ze meestal op aan het zicht onttrokken plaatsen zoals onder stenen of achter boomschors. Bastaardschorpioenen leven vooral in vochtige milieus zoals bossen en weilanden maar sommige soorten komen ook voor in vochtige delen van huizen. Er zijn bijna 3400 soorten bekend, die over vrijwel de gehele wereld voorkomen. 
Alle soorten blijven zeer klein en bereiken in de regel een lichaamslengte van minder dan vier millimeter. De verschillende soorten hebben een afgeplat peervormig lichaam dat stomp eindigt. Alle soorten zijn witgeel tot roodbruin of soms zwart van kleur. Net als andere spinachtigen hebben alle soorten vier paar poten, bastaardschorpioenen hebben daarnaast relatief grote uitsteeksels aan de kop (pedipalpen) die een vergrote schaar dragen aan het uiteinde.
Bastaardschorpioenen zijn zoals de naam al doet vermoeden geen echte schorpioenen; ze blijven veel kleiner en missen de 'staart' met de gifstekel die de schorpioenen bezitten aan de achterzijde van het lichaam. De meeste bastaardschorpioenen kunnen met hun schaar-achtige pedipalpen gif injecteren in prooidiertjes maar geen enkele soort is gevaarlijk voor de mens. Alle soorten kunnen net zoals spinnen spinsel produceren maar de spinklieren zitten niet aan het achterlijf (zoals bij de spinnen) maar aan de voorzijde van de pedipalphanden.
Vrouwtjes vertonen vaak een verregaande vorm van broedzorg door zich met eitjes en al in te metselen in een koepeltje van substraatdeeltjes en zijde tot de jongen ontwikkeld zijn. Bastaardschorpioenen hebben nooit vleugels maar sommige soorten zijn toch in staat om zich snel over grote afstanden te verplaatsen. Ze klampen zich namelijk vast aan grotere dieren zoals vliegende insecten en liften zo mee met hun gastheer.

## Naamgeving

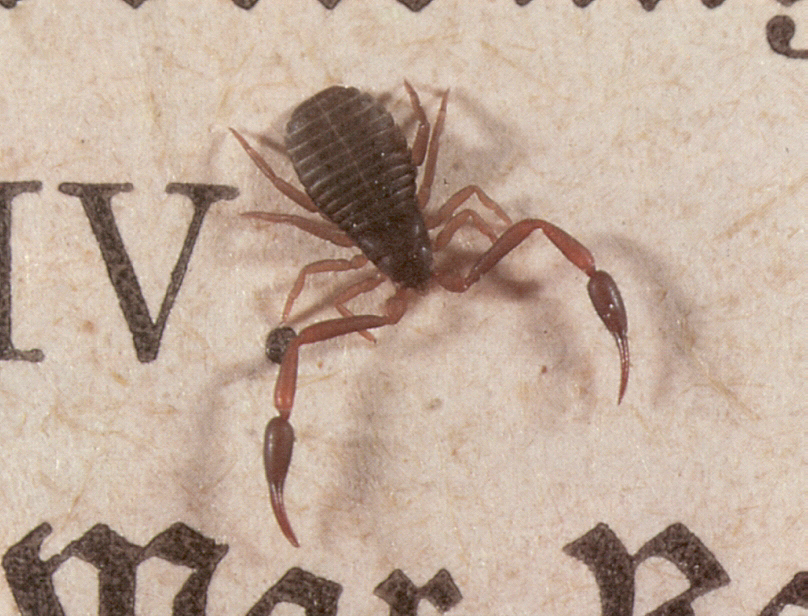
De boekenschorpioen wordt vaak gevonden in boeken.

De dieren worden ook wel aangeduid met pseudoschorpioenen of boek(en)schorpioenen. De naam boek(en)schorpioen slaat op verschillende soorten die in gebouwen leven, zoals huizen en andere plaatsen waar hout- of papieretende luizen voorkomen.
Ook in andere talen worden de dieren vaak aangeduid met 'onechte schorpioen', zoals het Engelse 'false scorpion', het Duitse 'pseudoskorpione' en het Franse 'pseudoscorpions'.
De orde werd voor het eerst wetenschappelijk beschreven door Charles De Geer in 1778. De wetenschappelijke naam Pseudoscorpionida betekent letterlijk vertaald nep-schorpioenen. Deze naam is afgeleid van Oudgrieks ψευδής (pseudēs = nep) en σκορπίος/σκορπίων (skorpios/skorpiōn = schorpioen).
Lange tijd werd de naam Pseudoscorpionida gebruikt en deze naam wordt hierdoor in veel literatuur vermeld. Nog langer geleden werd de groep aangeduid met Chelonethi, maar deze naam is al langer in onbruik geraakt. De naam Chelonethi is een samenstelling van Oudgrieks χηλή (chēlē = tang) en νήθειν (nēthein = spinnen).
De naam bastaard- of pseudoschorpioen slaat op de beperkte verwantschap aan de schorpioenen. Ze delen enkele lichamelijke kenmerken, zoals het gesegmenteerde achterlijf en de relatief grote scharen die net als bij schorpioenen aan de voorzijde van het lichaam geplaatst zijn. Verder verschillen de schorpioenen en de bastaardschorpioenen echter sterk.

## Verspreiding en habitat
Bastaardschorpioenen komen over de gehele wereld voor, uitgezonderd de poolgebieden. Verreweg de meeste soorten komen voor in tropische en subtropische delen van de wereld. Sommige soorten komen noordelijk voor tot in delen van Scandinavië, zoals de wijdverspreide soort Neobisium muscorum.
De meeste soorten komen slechts in een bepaald gebied voor, zoals Garypus pallidus uit Mexico en Neobisium maritimum die alleen wordt gevonden langs de Noordzeekust van Engeland en Frankrijk. De soort Neobisium schawalleri is zelfs alleen bekend van een enkele grot op Kreta (Griekenland).
Er zijn ook uitzonderingen zoals Cheiridium museorum en de boekenschorpioen (Chelifer cancroides). Deze bastaardschorpioenen hebben zich met behulp van de mens verspreid over vrijwel de gehele wereld. Soms komen in geïsoleerde gebieden veel soorten voor die uniek zijn voor dat gebied. Een voorbeeld is Nieuw-Zeeland waar ongeveer zeventig soorten bastaardschorpioenen leven. Deze soorten behoren tot 28 verschillende geslachten en van deze geslachten zijn er 25 endemisch en komen nergens anders ter wereld voor.

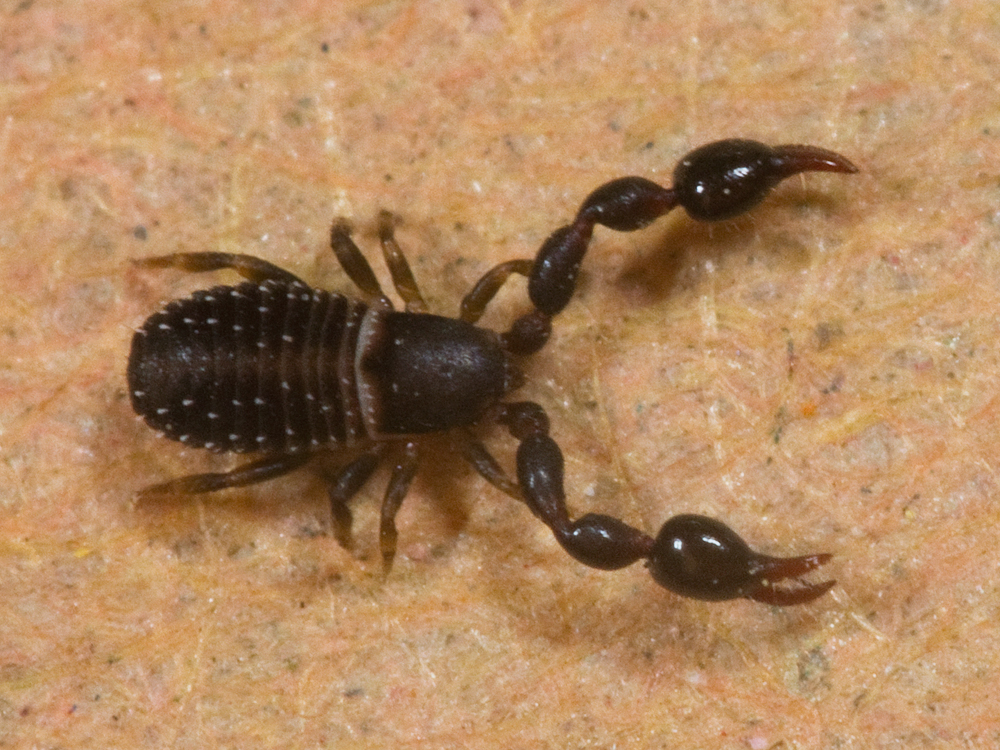
Exemplaar uit Tennessee, VS.

De habitat bestaat meestal uit sterk begroeide streken zoals bossen, maar ook open gebieden zoals graslanden, weiden en agrarische gebieden zijn een geschikte biotoop. Daarnaast komen ze in huizen van mensen ze voor zoals in kelders en rond verzamelingen van organisch materiaal.
De microhabitat bestaat vaak uit de bodem van het bos of andere begroeide habitats. Vrijwel alle soorten leven tussen de afgevallen bladeren in de strooisellaag, tussen het mos of rottende planten, onder stenen of schors van dode of zieke bomen en in ondergrondse spleten. Ook op dierenmest en composthopen kunnen bastaardschorpioenen worden aangetroffen. Soorten uit de families Atemnidae, Cheliferidae, Chernetidae, Olpiidae en Sternophoridae hebben zich vaak gespecialiseerd in het leven onder boomschors. Een aantal bastaardschorpioenen heeft zich gespecialiseerd in het leven in grotten, zoals sommige vertegenwoordigers van de families Chthoniidae en Neobisiidae.
De meeste soorten uit de families Chernetidae, Chthoniidae en Neobisiidae staan bekend als echte bosbewoners die leven tussen de bladeren op de bodem. Van een aantal soorten is bekend dat ze in holen van zoogdieren en vogels leven of in nesten van insecten zoals bijenkorven en mierennesten. Sommige soorten zijn gespecialiseerd in vogelnesten waar ze leven van de parasieten die op vogels leven en ook in kippenhokken worden ze aangetroffen. Enkele soorten komen voor in de getijdenzone. Een voorbeeld is de soort Neobisium maritimum die op rotsen langs de zee leeft.

### In Nederland
In Nederland komen ten minste 23 soorten voor die zich permanent hebben gevestigd. De bekendste soort is de boekenschorpioen. Waarschijnlijk zijn er een aantal soorten nog niet ontdekt, aangezien er in 2003 nog 17 soorten bekend waren. De soort Roncus lubricus bijvoorbeeld werd pas in 2003 voor het eerst waargenomen in de buurt van IJzendijke (Zeeland).
De verschillende soorten zijn verspreid in Nederland aangetroffen maar de meeste leven in het zuiden; voornamelijk Limburg en komen voor in verwarmde kassen. Drie soorten komen voor in de mergelgrotten van zuidelijk Limburg en zijn aan te merken als grotminnend of sterk gebonden aan grotten, dit zijn Chthonius ischnocheles, Neobisium carcinoides en Neobisium simile.
Bastaardschorpioenen komen voor in de Amsterdamse Waterleidingduinen en de soort Allochernes powelli is op het noordwestelijk gelegen eiland Terschelling gevonden.

## Uiterlijke kenmerken

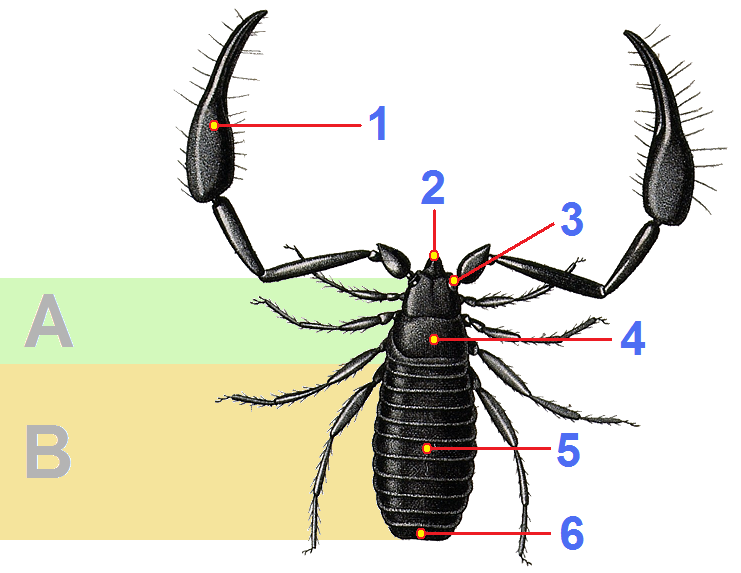
Algemene kenmerken van een bastaardschorpioen:

Bastaardschorpioenen zijn kleine schorpioenachtige diertjes met een plat, peervormig lichaam. Ze lijken bij nadere beschouwing op een kruising tussen een termiet (vanwege de geringe lengte en het gesegmenteerde achterlijf) en een krab (vanwege de scharen). De soorten blijven allemaal zeer klein, ze variëren in lengte van twee tot acht millimeter. Het overgrote deel blijft echter kleiner dan vijf millimeter. Slechts weinig soorten kunnen langer dan een centimeter worden en de grootst bekende soort is Garypus titanius, die een lengte van 12 tot 15 millimeter kan bereiken.
Alle soorten hebben een onopvallende donkere kleur zoals bruin, zwart, grijs, groen of roodachtig. Soorten die in grotten leven zijn vaak bleker tot wit van kleur omdat ze minder pigment aanmaken. De verharde lichaamsdelen zoals de carapax en de scharen zijn vaak donkerder van kleur.
Het voorste deel van het lichaam wordt kopborststuk of cephalothorax genoemd, het achterste deel wordt met achterlijf of abdomen aangeduid. Bij de bastaardschorpioenen wordt het kopborststuk soms ook aangeduid met prosoma en het achterste deel met ophistosoma.

### Kopborststuk
De kop is klein en is versmolten met het borststuk, het geheel wordt het kopborststuk of chephalothorax genoemd. Het kopborststuk wordt aan de bovenzijde beschermd door een enkele verharde plaat of scleriet, deze is ongeleed en wordt de carapax genoemd. De onderzijde van het chephalothorax draagt geen sclerieten, al zijn hiervan bij sommige families wel gedegenereerde restanten te zien. De onderzijde wordt door de zijwaarts staande eerste pootdelen beschermd.
De ogen zijn onderontwikkeld; ze zijn klein en ontbreken bij veel soorten geheel. Vooral in grotten levende soorten zijn nagenoeg blind. Het aantal ogen verschilt per groep; soorten uit de meeste families bezitten twee paar ogen, dus vier in totaal. Vertegenwoordigers van andere families hebben een enkel paar ogen. De ogen zijn simpel van bouw en ieder oog bestaat uit een enkele lens. Dit type ogen wordt wel ocelli genoemd.
De kaken van de bastaardschorpioen worden de cheliceren genoemd, hiermee worden prooidiertjes fijngekauwd. Veel soorten hebben naaldachtige cheliceren waarmee prooien worden leeggezogen. De cheliceren bestaan uit een onbeweeglijk deel en een beweeglijk deel en zijn gelegen aan de voorzijde van de onderkant van de kop. Alle soorten hebben een porie aan de voorzijde van het beweegbare deel van de cheliceer, dit is de opening van de spinselklier waarmee een zijdeachtig spinsel kan worden geproduceerd. Deze opening wordt ook wel spintepel of galea genoemd. De gifklieren zelf zijn in het kopborststuk gelegen. Bastaardschorpioenen zijn de enige dieren die altijd met hun monddelen spinsels maken. De scharen worden daarnaast gebruikt om prooidieren te fixeren en om de overige lichaamsuitsteeksels te reinigen.
De eigenlijke mond is buisvormig en wordt rostrum genoemd. Het rostrum wordt in de prooi gestoken waarna maagsappen worden geïnjecteerd die het lichaam van de prooi oplossen. Vervolgens wordt het goedje weer opgezogen waarbij het langs een aantal filters door het rostrum wordt gevoerd zodat alleen vloeibare delen worden opgenomen. Het voedsel komt terecht in gelobde maagkamers, twee aan de bovenzijde van het lichaam (de caecae) en één aan de onderzijde. Vervolgens komt het voedsel in de darm terecht waar het wordt verteerd. De restanten verlaten het lichaam via de anus aan de achterzijde van het lichaam.

#### Pedipalpen

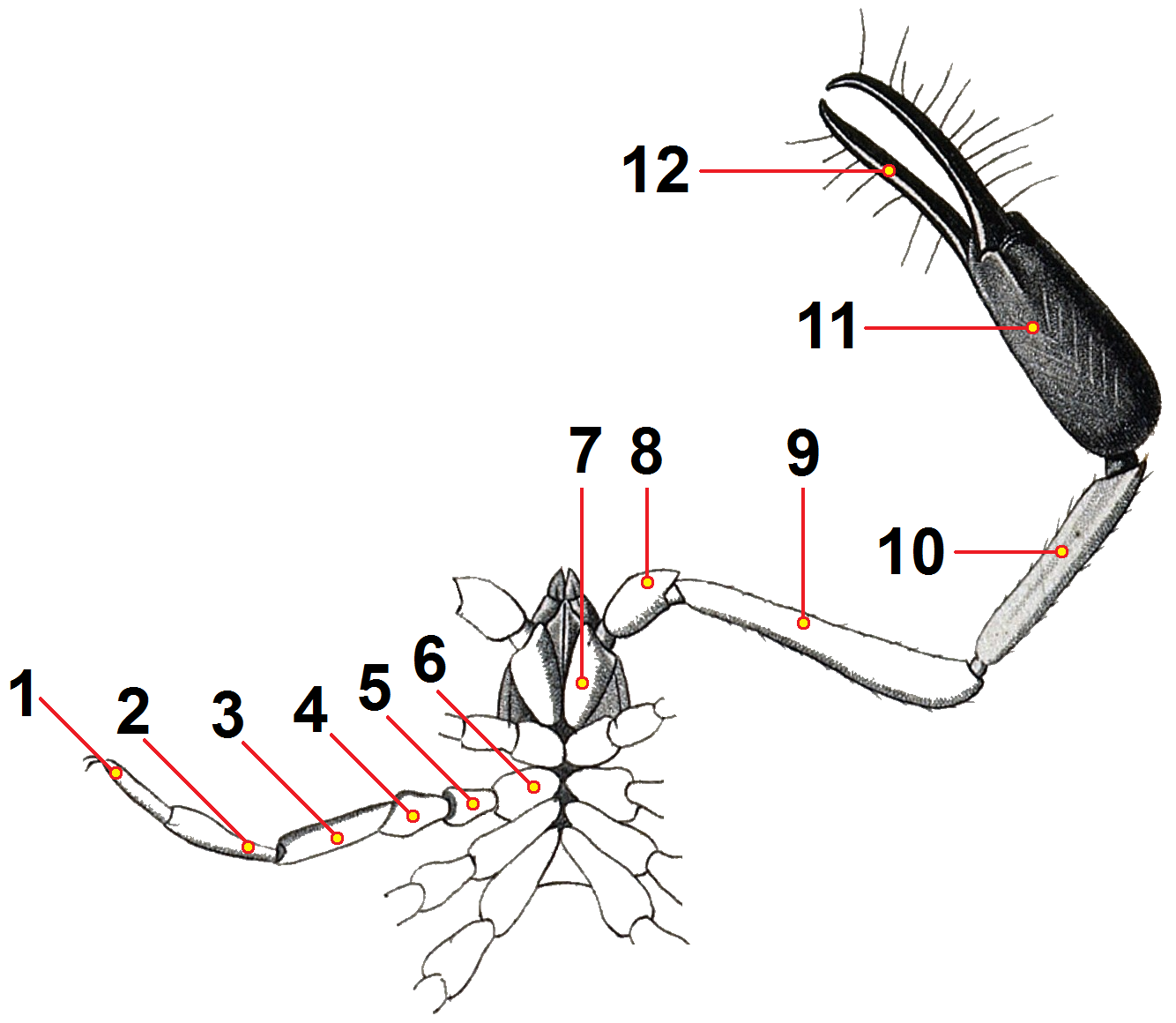
Schematische weergave van de lichaamsuitsteeksels.

Een van de opvallendste lichaamskenmerken van bastaardschorpioenen zijn de pedipalpen. Deze ontspruiten aan de voorzijde van het lichaam aan de kop en bestaan altijd uit zes delen. De tangachtige klauwen aan het uiteinde worden wel pedipalp-handen of chela genoemd (meervoud chelae). De pedipalpen zijn ontstaan uit het tweede (buitenste) paar tastorganen van de monddelen. Ze bestaan uit grote, lange en duidelijk gesegmenteerde pootachtige uitsteeksels. De pedipalpen hebben hetzelfde bouwplan als de poten en de verschillende delen dragen ook eenzelfde naam. Het onbeweeglijke deel van de pedipalphand is omgevormd uit het deel wat bij de poten de metatarsus wordt genoemd, de beweegbare vinger is het equivalent van de tarsus.
De pedipalphand bestaat uit een onbeweegbaar deel en een beweeglijke 'vinger'. Tijdens het eten wordt het basale lid van de beide pedipalpen, de gnathocoxus, gebruikt om het voedsel vast te houden en de cheliceren verkleinen het voedsel of zuigen het leeg. De pedipalphanden worden gebruikt om prooien te vangen en te doden, om te vechten met soortgenoten, te dreigen naar vijanden en ze worden ten slotte ook gebruikt bij de balts.
Bastaardschorpioenen hebben meestal een kleine opening aan het uiteinde van de pedipalphand, dit is de opening van het gifkanaal. Bij sommige soorten hebben beide palpdelen -zowel het onbeweeglijke als het beweeglijke deel- een opening van het gifkanaal. De gifklieren zelf zijn in het kopborststuk gelegen. Bastaardschorpioenen zijn op basis van de aanwezigheid van de gifklieren te onderscheiden in twee groepen die de status hebben van onderorde, zie ook onder taxonomie.
Veel soorten zijn van andere bastaardschorpioenen te onderscheiden door bepaalde afwijkingen aan de scharen zoals een grote of een kleine pedipalphand of een behaarde in plaats van een kale. Met name de details van de pedipalpen bieden vaak uitsluitsel, zoals het voorkomen of juist ontbreken van bepaalde uitsteeksels ('tanden') aan de pedepalphand. De verschillende soorten zijn vaak onder andere te herkennen aan de positie van de tastharen op de pedipalphanden. De meeste soorten hebben twaalf haren op iedere pedipalphand.

#### Poten
De vier paar poten zijn steeds opgebouwd uit vijf of zes segmenten in plaats van de oorspronkelijke zeven pootdelen die de meeste spinachtigen bezitten. De poten bestaan uit een coxa (heup), trochanter (dijbeenring), femur (dij), tibia (scheen), metatarsus (middenvoet) en tarsus (voet). Aan het uiteinde van iedere looppoot is een arolium of voetkussentje aanwezig aan de onderzijde, dit is een contactverhogend deel van de poot dat bedekt is met zeer fijne haartjes (pulvilli). Hierdoor kunnen de dieren ook op een glad oppervlak lopen. Soorten die strikt in grotten leven (trochlotroof) hebben vaak aanzienlijk langere poten en klauwen. Omdat dergelijke soorten vaak blind zijn maken de dieren gebruik van hun ledematen om zich te oriënteren.
De vier paar poten zijn niet gelijk van vorm. Het voorste paar is naar voren gericht en het tweede paar zijwaarts. De twee achterste potenparen staan naar achteren gericht en zijn langer en breder en beter ontwikkeld. Hierdoor kan een bastaardschorpioen sneller achteruit lopen dan voorwaarts, zie ook onder levenswijze.

### Achterlijf
Het achterlijf van bastaardschorpioenen sluit meestal goed aan op het kopborststuk, met uitzondering van soorten uit de familie Feaellidae die soms een insnoering vertonen. Het achterlijf is in tegenstelling tot het kopborststuk wel duidelijk geleed en is ovaal van vorm. Het achterlijf bestaat altijd uit twaalf segmenten. Ieder segment wordt aan de bovenzijde beschermd door een rugplaat of tergiet. De tergieten bestaan meestal uit een enkele brede plaat maar kunnen ook uit twee naast elkaar gelegen smallere platen bestaan. Aan de onderzijde wordt ieder segment van het achterlijf beschermd door een buikplaat of sterniet. De tergieten zijn met de sternieten verbonden door het borstvlies of pleuraalmembraan, dat flexibeler is zodat het lichaam kan uitzetten. De geslachtsorganen van zowel de mannetjes als de vrouwtjes monden uit tussen het tweede een derde sterniet. De achterzijde van het achterlijf is afgerond en draagt geen duidelijke aanhangsels.
De ademhalingsorganen van bastaardschorpioenen zijn gelegen in het achterlijf en wijken af ten opzichte van de echte schorpioenen en de spinnen; deze laatste twee groepen hebben gelede ademhalingsorganen die de boeklongen worden genoemd. Bastaardschorpioenen hebben een tracheeënstelsel vergelijkbaar met de insecten. De tracheeën bestaan uit kleine adembuisjes in het lichaam die uitmonden in gepaarde ademopeningen (stigmata). Deze openingen zijn aan de zijkant en aan de achterrand van de derde en vierde buikplaat gepositioneerd.
Op het lichaam zijn tastharen en bekerharen (trichobothria) aanwezig die een zintuiglijke functie hebben. Veel soorten zijn voornamelijk van elkaar te onderscheiden door de positie en de vorm van bepaalde haren op het lichaam.

### Onderscheid met andere groepen

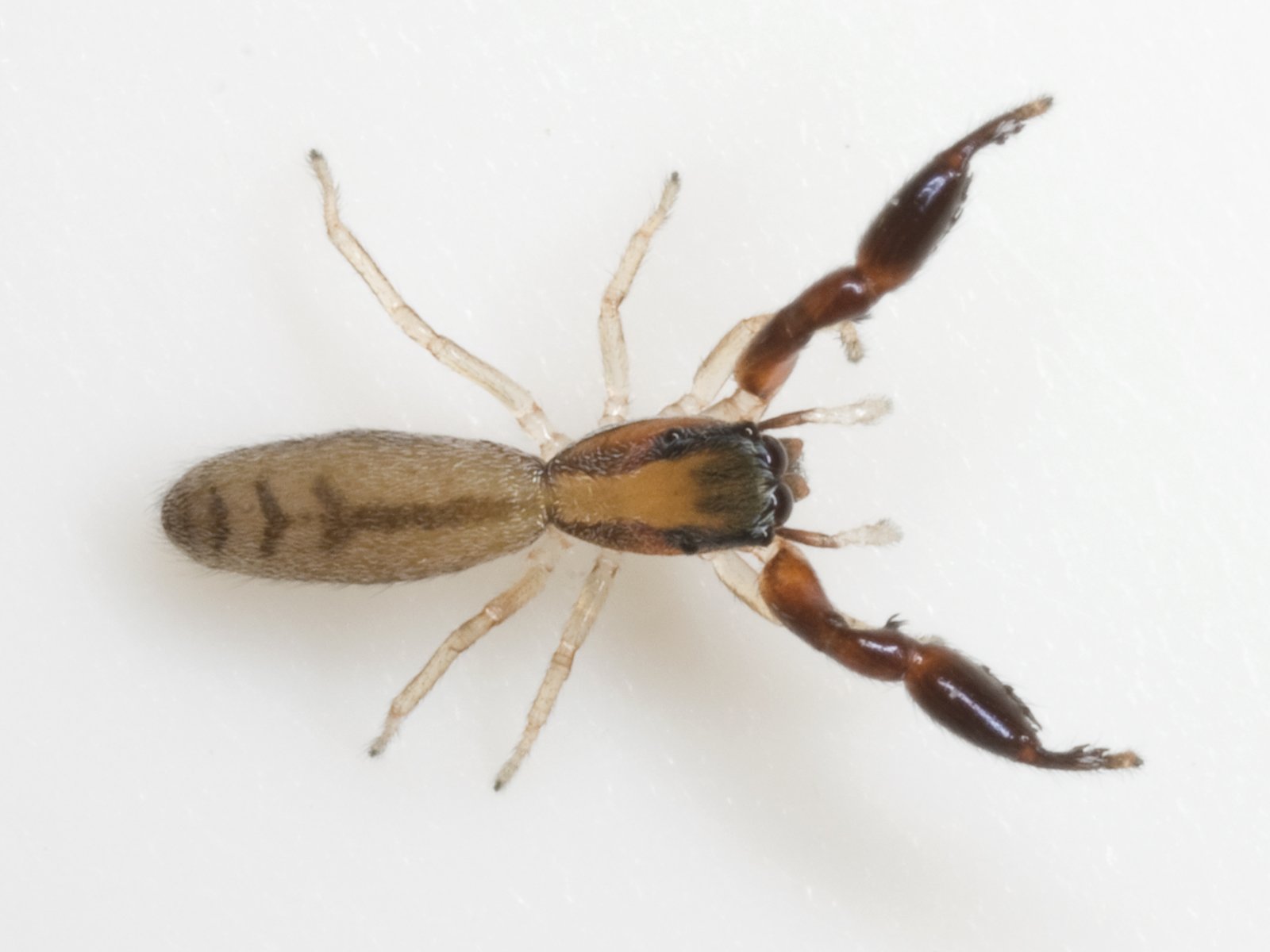
Cheliferoides longimanus is een springspin die kleine tangachtige voorpoten heeft.

|                                                          | Looppoten | Klauwen      | Lichaamsdoorsnede | Achterlijfsaanhangsels             |
| Bastaardschorpioenen                                     | Acht      | Schaarachtig | Afgeplat          | Geen zichtbare aanhangsels         |
| Spinnen*                                                 | Zes       | Tangachtig   | Rond              | Spintepels                         |
| Zweepstaartschorpioenen                                  | Acht      | Tangachtig   | Afgeplat          | Een enkel, lang en dun aanhangsel  |
| Schorpioenen                                             | Acht      | Schaarachtig | Afgeplat          | Gifstekel aan het lichaamsuiteinde |
| Zweepspinnen                                             | Acht      | Tangachtig   | Sterk afgeplat    | Geen aanhangsels                   |
| * = alleen de weinige soorten met klauwachtige voorpoten |           |              |                   |                                    |

## Voortplanting en ontwikkeling
Van de meeste soorten is erg weinig bekend over de levenswijze en ook de wijze van voortplanting en ontwikkeling is bij veel soorten nog niet onderzocht.
Mannetjes en vrouwtjes zijn moeilijk te onderscheiden, alleen de geslachtsorganen verschillen maar deze zijn in het lichaam gelegen. De geslachtsorganen van mannetjes zijn complexer dan die van vrouwtjes. Vrouwtjes hebben soms spermakamertjes (spermotheca) waarin ze de zaadcellen van een mannetje kunnen opslaan.
Als een mannetje zicht op een groot insect bevindt, zoals een grote kever, zal hij zijn 'territorium' verdedigen tegen andere mannetjes. Vrouwtjes worden wel toegelaten zodat het mannetje zich kan voortplanten. Dit gedrag is onder andere bekend van de soorten Parachelifer lativittatus en Lustrochernes intermedius.

### Bevruchting
De dieren zijn nooit met de geslachtsorganen verbonden tijdens de overdracht van zaadcellen naar de eieren. Het mannetje zet een zaadpakketje (spermatofoor) af of slechts een druppel zaad, die door het vrouwtje wordt opgenomen met haar genitaalorganen waarna haar eieren worden bevrucht. Van sommige soorten zijn nog nooit mannetjes gevonden en vermoed wordt dat de vrouwtjes parthenogeen zijn. Dit betekent dat ze zich maagdelijk voortplanten en de jongen zijn klonen van het vrouwtje.
Er zijn soorten waarbij de mannetjes lukraak spermatoforen afzetten op het substraat, die dan toevallig door een vrouwtje moeten gevonden. De mannetjes doen geen enkele moeite om een vrouwtje te zoeken. Hierbij bestaat de kans dat de spermapakketjes uitdrogen of te laat worden gevonden door een vrouwtje. Dit gedrag wordt onder andere door soorten uit de geslachten Chthonius en Neobisium vertoond. Mannetjes uit het geslacht Cheirideum zetten alleen een spermatofoor af als er een vrouwtje in de buurt is. Van de soort Serianus carolinensis uit de familie Olpiidae is bekend dat het mannetje signaaldraden spint die het vrouwtje naar het zaadpakketje leiden.
Bij sommige soorten is een duidelijk baltsgedrag waargenomen, zoals bij de bekendere boekenschorpioen. Het mannetje benadert het vrouwtje al zigzaggend met zijn lijf waarbij hij zijn scharen heen en weer beweegt. Het mannetje komt dichterbij zolang het vrouwtje niet beweegt; als ze dit wel doet blijft hij stokstijf staan. Als ze elkaar aanraken produceert het mannetje een spindraad uit de achterzijde van het lichaam die een druppel sperma draagt. Bij sommige soorten pakt het mannetje het vrouwtje met zijn scharen vast en manoeuvreert haar lichaam zo dat de druppel zaad in contact met haar geslachtsopening komt. Deze vorm van balts doet enigszins denken aan een dansje. De mannetjes uit het geslacht Dactylochelifer laten hun uitstulpbare geslachtsorganen zien en trillen met het lichaam om een vrouwtje te stimuleren.

### Ei en nimfstadia
Het vrouwtje van de bastaardschorpioen scheidt een vloeistof af uit klieren in haar achterlijf die zich verhardt tot een broedzak waarin de eieren worden afgezet. Veel soorten dragen de eieren met zich mee onder het achterlijf. Andere soorten maken een koepeltje van spinsel waarin de eieren worden afgezet.
Het aantal eieren verschilt van enige tientallen tot slechts enkele eieren. De eieren zijn in het eerste geval meestal relatief klein en hebben een kleine dooiervoorraad, bij soorten die slechts enkele eieren produceren is de dooier veel groter. In de meeste gevallen worden de embryo's gevoed door lichaamsvloeistof van de moeder. Als de eieren uitkomen breekt het eerste juveniele stadium aan; de juvenielen worden dan protonimf genoemd. Ze blijven gedurende dit stadium bij hun moeder, veel soorten kennen een vorm van broedzorg. De jongen bijten zich de eerste tijd vast aan het vrouwtje en leven van haar lichaamsvloeistoffen. Dit verschijnsel wordt ook wel matrofagie genoemd en betekent 'moederetend' (matri = moeder en phagein = eten). Het komt ook voor bij sommige spinnen en vermoedelijk dient dit om kannibalisme binnen het kroost te voorkomen.
Pas nadat ze voor het eerst zijn verveld breekt het nimfstadium aan, dit wordt de deutonimf genoemd. De jongen laten dan los en gaan hun eigen weg. Na nog een tweede nimfstadium (tritonimf) te hebben doorlopen vervellen de dieren een derde keer waarna ze volwassen zijn. Bastaardschorpioenen kunnen twee tot drie jaar oud worden, wat relatief oud is gezien hun geringe lengte. Gedurende hun volwassen leven vervellen ze een aantal maal, meestal vier keer. Tijdens de vervelling of ecdysis zijn ze erg kwetsbaar omdat de oude huid wordt afgeworpen en de nieuwe huid de eerste tijd erg zacht is.

## Foresie

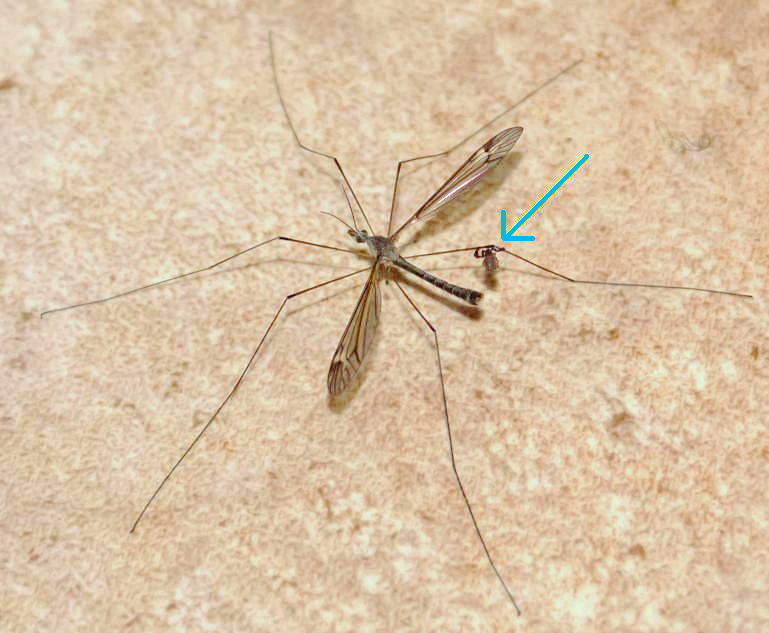
Een onbekende soort op een langpootmug.

Bastaardschorpioenen klampen zich vaak vast aan andere diertjes om zich naar een andere habitat te verplaatsen. Dit gedrag is echter niet bij vertegenwoordigers van alle families waargenomen. De gewoonte om andere dieren te gebruiken om zich te verplaatsen wordt wel foresie genoemd. Het wordt niet beschouwd als een vorm van parasitisme omdat beide 'partners' elkaar niet schaden.
Bastaardschorpioenen gebruiken vaak spinachtigen als taxi zoals hooiwagens. Op een enkele hooiwagen zijn eens acht bastaardschorpioenen gevonden. Van de soort Lamprochernes nodosus is bekend dat de vrouwtjes zich aan de poten van vliegen vastklampen zoals de blauwe bromvlieg en de huisvlieg. Sommige soorten komen zo ook in huizen van mensen terecht. Voor een mens zijn dieren als vliegen ook klein maar voor een bastaardschorpioen is een huisvlieg groot genoeg om meerdere exemplaren te herbergen. Er zijn ook exemplaren aangetroffen op kleine zoogdieren en op vogels.
Van een aantal bastaardschorpioenen is bekend dat ze zich regelmatig laten vervoeren door grotere insecten, zoals kevers. Met name de grotere boktorren zijn populair bij bastaardschorpioenen zoals de harlekijnboktor. Dergelijke grote kevers worden vaker gebruikt als 'lift' dan kleinere kevers vanwege hun relatieve lichaamsgrootte en niet omdat er een symbiotische relatie is. Het lichaam van deze kever kan meer dan zeven centimeter lang worden. Op het lichaam en onder en op de dekschilden leven vaak vele mijten die door de bastaardschorpioenen worden gegeten. Ze blijven op het lichaam van de kever zitten, ook als deze vliegt.

## Voedsel en vijanden

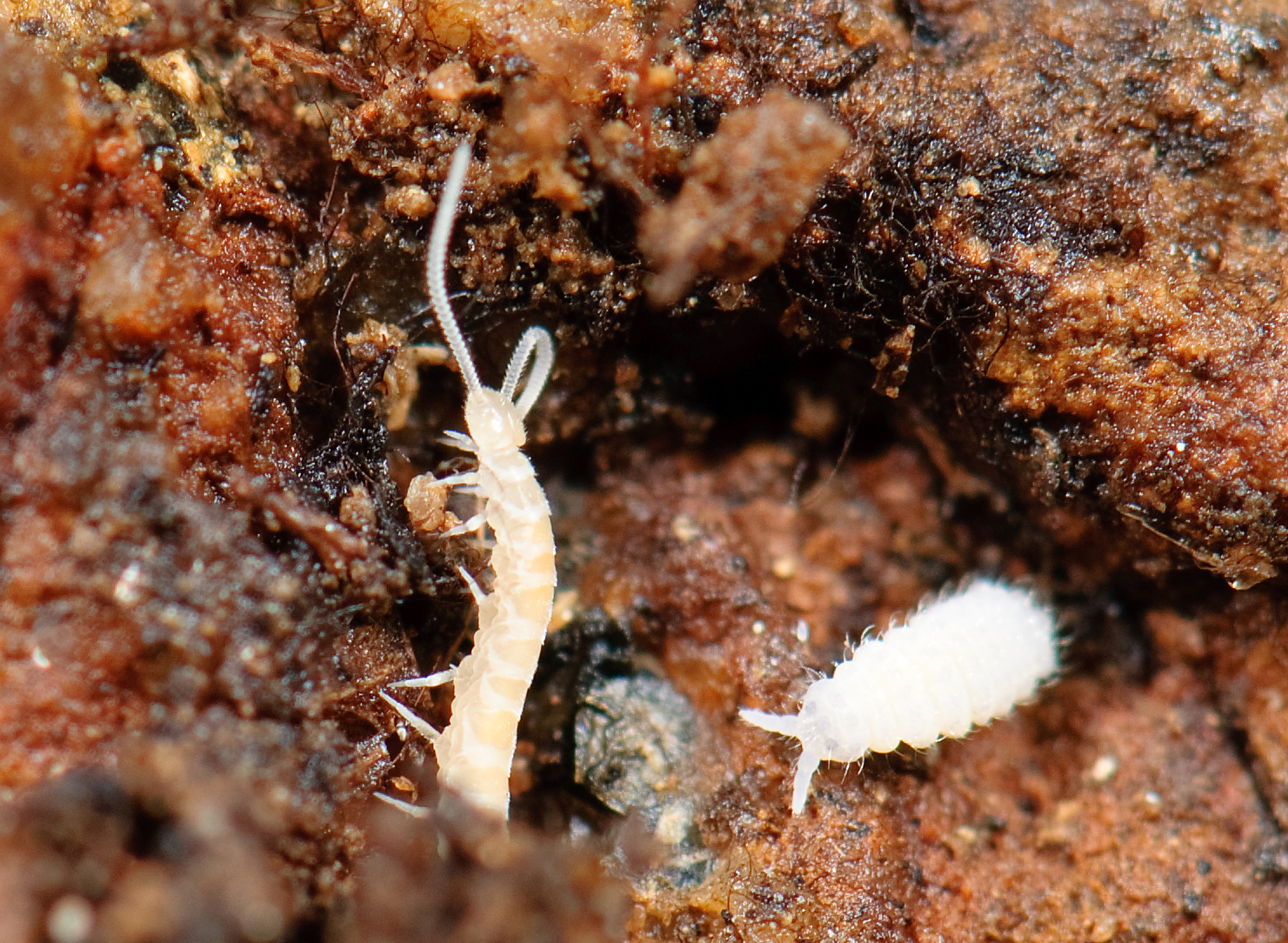
Bastaardschorpioenen leven van kleine bodemdiertjes, zoals wortelduizendpoten (links) en springstaartjes (rechts).

Bastaardschorpioenen zijn zonder uitzondering carnivoor; ze jagen op levende prooien. Gezien hun geringe lengte leven ze van zeer kleine diertjes, zoals springstaarten, mieren, mijten, keverlarven en kleine vliegjes. Sommige soorten bewonen mierennesten, waar mieren worden verorberd.
Het gif dat door de pedipalphanden wordt geïnjecteerd wordt gebruikt om de prooidieren mee te verlammen. In verhouding tot hun lichaamslengte zijn bastaardschorpioenen zeer giftig. Dieren die enkele malen groter zijn sterven onmiddellijk als ze door een punt van de pedipalphand worden aangeraakt.
De bastaardschorpioen eet zijn prooi bijna helemaal op zodat er weinig van overblijft. De meeste soorten spuiten via de monddelen een verteringssap in de prooi zodat deze deels wordt opgelost. De opgeloste delen worden vervolgens weer opgezogen en hiermee voedt de bastaardschorpioen zich. Soorten uit een aantal families hebben kleinere cheliceren en prikken deze op meerdere plaatsen door het lichaam van de prooi. Ze spuiten maagsappen in een deel van het prooidier die later weer worden opgezogen. Deze soorten kunnen hierdoor wat grotere prooien eten. Van het slachtoffer van dergelijke soorten blijft een groot deel van het omhulsel intact.
Bastaardschorpioenen worden gegeten door grotere rovende dieren. Bekende parasieten van bastaardschorpioenen zijn de larven van mijten uit de geslachten Leptus en Trombidium.

### Verdediging
Van veel soorten is bekend dat voorafgaand aan de vervelling een soort iglo wordt gemaakt. Deze wordt opgebouwd door eerst een cirkel van stukjes substraat rondom het lichaam te plaatsen. Deze cirkel wordt voorzien van meerdere bovenliggende laagjes substraat die aan elkaar worden gelijmd met kleverig spinsel uit de cheliceren. Met ieder laagje wordt het ringvormige muurtje om het dier hoger en de ringen worden steeds kleiner zodat een koepeltje om het dier ontstaat. De bastaardschorpioen gaat hier net zo lang mee door tot het geheel is afgedicht aan de bovenzijde waarbij het diertje zichzelf als het ware inmetselt. Vervolgens wordt de binnenwand van een laag spinsel voorzien. Vervolgens vervelt de bastaardschorpioen in de 'iglo', na de vervelling wordt de wand opengebroken en verlaat het dier zijn schuilplaats. Ook om te overwinteren wordt een dergelijk koepeltje gemaakt.
De soort Neobisium maritimum leeft in rotsspleten langs de getijdenzone en gebruikt zijn koepeltje als het vloed is om zich af ter schermen van het zeewater. De lucht in het koepeltje kan niet ontsnappen en dient zo als een soort uitwendige kieuw zodat de bastaardschorpioen onder water toch kan ademen. In tegenstelling tot andere groepen van overwegend landbewonende ongewervelden zoals spinnen en insecten, is geen enkele soort in staat om permanent onder water te leven.
Als een bastaardschorpioen wordt verstoord blijft het dier stil zitten in de hoop niet te worden opgemerkt. Bij aanraking worden de scharen richting de verstoorder geheven. Als dat niet helpt zal het dier proberen te vluchten. Net als andere soorten spinachtigen heeft een bastaardschorpioen een opvallende manier van bewegen die robotisch aandoet. Opmerkelijk is dat ze zowel voor- als achteruit kunnen lopen. Dit komt heel weinig voor bij geleedpotigen en al helemaal uitzonderlijk is het vermogen om veel sneller achteruit te rennen dan vooruit.

## Relatie met de mens
Bastaardschorpioenen spelen een belangrijke rol in het opruimen van schadelijke insecten en spinachtigen, zoals bladluizen, mijten en teken. Daarnaast worden andere schadelijke diertjes gegeten zoals larven van de kleermot, keverlarven die leven van kleding en organische stoffen zoals de museumkever en de tapijtkever en verschillende soorten houtluizen. Sommige houtluizen eten cellulose van boeken en mensen worden hierdoor veel vaker geconfronteerd met een 'boekschorpioen' die op deze luizen jaagt. In de natuur worden de diertjes door hun geringe lengte meestal over het hoofd gezien.
Veel spinachtigen worden bestudeerd door arachnologen maar de bastaardschorpioenen zijn vrij onbekend en worden niet veel onderzocht. Bastaardschorpioenen kunnen worden verzameld door middel van een lichtval genaamd berlesetrechter. Ze duiken soms als bijvangst op in insectenvallen vanwege de gewoonte om mee te liften met andere dieren.

## Taxonomie en indeling

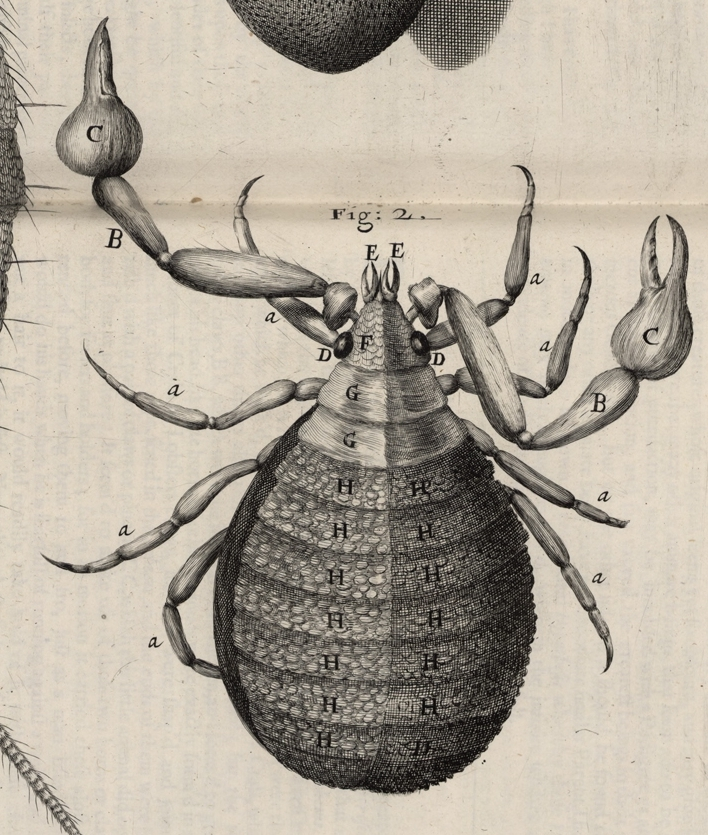
Tekening uit 1665 door Robert Hooke.

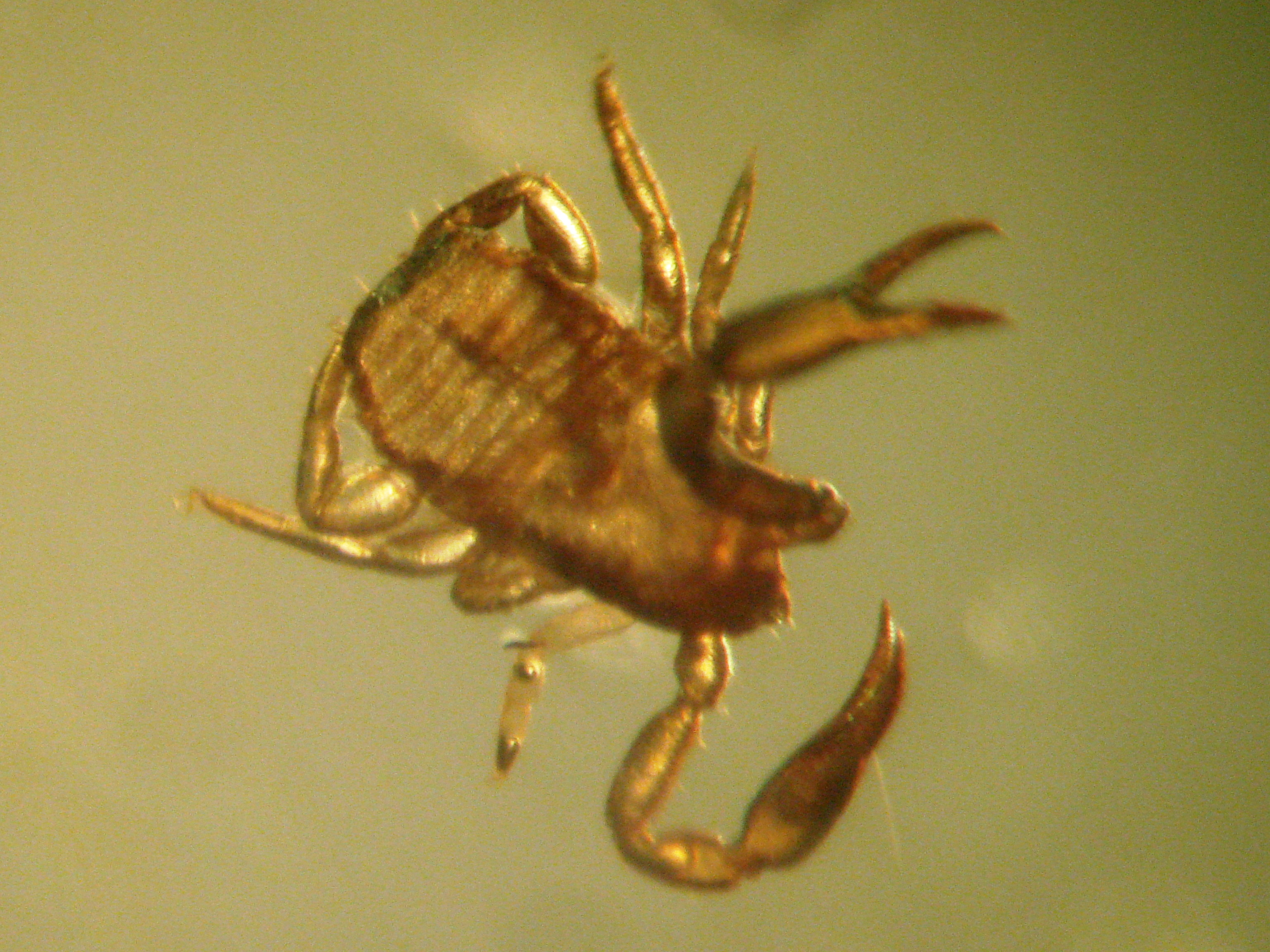
Dit exemplaar in barnsteen leefde 50 miljoen jaar geleden.

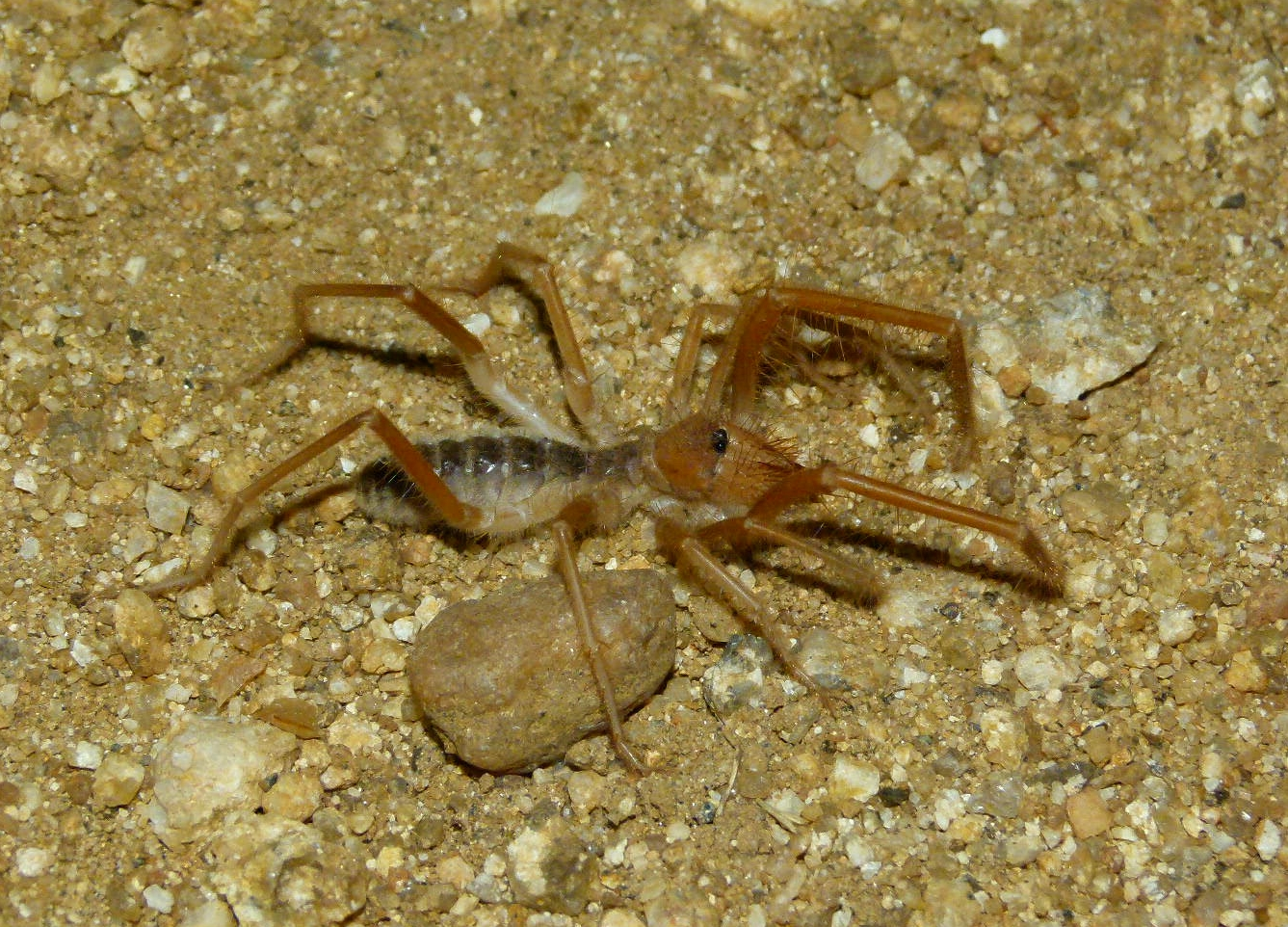
Een rolspin uit het geslacht Galeodes.

De klasse van de spinachtigen (Arachnida) wordt verdeeld in zestien groepen die ordes worden genoemd. De bastaardschorpioenen vormen een van die ordes en worden verdeeld in twee onderordes; de Epiocheirata en de Iocheirata op basis van het al dan niet bezitten van een gifapparaat. Soorten die gifklieren dragen worden 'gifhandigen' genoemd en worden tot de onderorde Iocheirata gerekend. Bastaardschorpioenen die geen gifklieren hebben worden 'vriendelijkhandigen' genoemd en behoren tot de onderorde Epiocheirata.
Bastaardschorpioenen zijn een vrij oude groep van geleedpotigen. De vroegst bekende soorten zijn bekend uit het Devoon en leefden ongeveer 380 miljoen jaar geleden. Van een aantal soorten zijn exemplaren in barnsteen gevangen zodat we weten hoe de diertjes er miljoenen jaren geleden uitzagen. De basale kenmerken zijn al lange tijd niet veranderd.
Hoewel bastaardschorpioenen binnen de spinachtigen het meest aan schorpioenen doen denken zijn ze meer verwant aan de rolspinnen of kameelspinnen (Solifugae). Rolspinnen hebben lange pedipalpen maar missen altijd de schaartjes. Daarnaast zijn ze te herkennen aan de enorme cheliceren. Samen met de bastaardschorpioenen worden de rolspinnen tot de Haplocnemata gerekend. Ze zijn beide nauwer verwant aan de hooiwagens dan aan de 'echte' spinnen.
Er zijn tegenwoordig 3385 bastaardschorpioenen beschreven, en er worden geregeld nieuwe soorten ontdekt. Ze komen wereldwijd voor zelfs in gebieden met een gematigd klimaat. In de tropen en subtropen worden echter de meest diverse soorten en grotere populaties aangetroffen.
In 1992 publiceerde de Australische bioloog Mark Stephen Harvey een systematische indeling van 24 families in zeven superfamilies. Het aantal families dat tegenwoordig wordt genoemd is afhankelijk van de gebruikte bron; in de database ITIS zijn 25 verschillende families bekend in zeven superfamilies. De door eerder genoemde Harvey opgerichte database Pseudoscorpions of the World worden 27 families erkend. In de onderstaande lijst is deze laatste indeling aangehouden.
- Superfamilie Chthonioidea
  - Familie Chthoniidae
  - Familie Lechytiidae
  - Familie Tridenchthoniidae
- Superfamilie Feaelloidea
  - Familie Feaellidae
  - Familie Pseudogarypidae
- Superfamilie Neobisioidea
  - Familie Bochicidae
  - Familie Gymnobisiidae
  - Familie Hyidae
  - Familie Ideoroncidae
  - Familie Neobisiidae
  - Familie Parahyidae
  - Familie Syarinidae
- Superfamilie Garypoidea
  - Familie Garypidae
  - Familie Garypinidae
  - Familie Geogarypidae
  - Familie Larcidae
  - Familie Menthidae
  - Familie Olpiidae
- Superfamilie Sternophoroidea
  - Familie Sternophoridae
- Superfamilie Cheiridioidea
  - Familie Cheiridiidae
  - Familie Pseudochiridiidae
- Superfamilie Cheliferoidea
  - Familie Atemnidae
  - Familie Cheliferidae
  - Familie Chernetidae
  - Familie Withiidae